# باوورینی
باوورینی (به چکی: Bavoryně) یک منطقهٔ مسکونی در جمهوری چک است که در ناحیه بروون واقع شده‌است. باوورینی ۲٫۲۲ کیلومتر مربع مساحت و ۲۲۲ نفر جمعیت دارد و ۲۶۸ متر بالاتر از سطح دریا واقع شده‌است.